# Sofia Kenin
Sofia Anna Kenin (Moszkva, 1998. november 14. –) Grand Slam-tornagyőztes, orosz származású amerikai hivatásos teniszezőnő.
2017 óta szerepel a profik között. Egyéniben öt WTA, és négy ITF-torna győztese, párosban négy WTA- és két ITF-tornán végzett az első helyen. Legjobb egyéni világranglista-helyezése a 4. hely, amelyre 2019. március 9-én került, párosban a 21. helyezés 2025. január 27-én.
Juniorként döntőt játszott a 2015-ös US Openen, ahol a magyar Gálfi Dalmától szenvedett vereséget. Ebben az évben a junior világranglista 2. helyezettje volt Gálfi Dalma mögött. A felnőttek mezőnyében a legjobb Grand Slam-eredménye a 2020-as Australian Openen elért tornagyőzelem, emellett döntőt játszott a 2020-as Roland Garroson. Párosban a legjobbjaként a 2020-as Roland Garroson és a 2025-ös wimbledoni teniszbajnokságon a negyeddöntőig jutott.
2014-ben részt vett a nyári ifjúsági olimpiai játékokon, ahol az 1. körben a későbbi ezüstérmes fehérorosz Irina Simanovicstól kapott ki, míg párosban a bronzéremért játszhatott, és végül a 4. helyet szerezte meg.
2018-ban tagja volt a Fed-kupa-döntőt játszó Amerikai Egyesült Államok válogatottjának.

## Életrajza és ifjúsági pályafutása
Szülei nem sokkal születése után költöztek az Amerikai Egyesült Államokba. Öt éves korában kezdett el teniszezni, edzője azóta is apja, Alex Kenin. Szülei hamar felfedezték tehetségét, és Rick Macci, majd Nick Bollettieri teniszakadémiájára íratták be. 10 éves korától kezdve minden korosztályban az amerikai ifjúsági ranglista vezetője volt. 2013-ban párosban döntőt játszott, míg 2014-ben egyéniben megnyerte a legerősebb junior tornát, az Orange Bowlt. 2014-ben, 16 éves korában megnyerte az U18-as amerikai bajnokságot.
2019-ben "A legtöbbet fejlődő játékos" címet érdemelte ki a nemzetközi szövetségtől, 2020-ban megnyerte az Australian Opent. Eredményével a Top10-be került, azonnal a 7. helyre.

## Junior Grand Slam döntők (0–1)

### Lány egyéni (0–1)
| Eredmény | Év   | Bajnokság | Borítás | Ellenfél    | Eredmény |
| -------- | ---- | --------- | ------- | ----------- | -------- |
| Döntős   | 2015 | US Open   | Kemény  | Gálfi Dalma | 5–7, 4–6 |

## Grand Slam döntői

### Győzelmei (1)
| Év   | Bajnokság       | Borítás | Ellenfél         | Eredmény      |
| ---- | --------------- | ------- | ---------------- | ------------- |
| 2020 | Australian Open | Kemény  | Garbiñe Muguruza | 4–6, 6–2, 6–2 |

### Elveszített döntői (1)
| Év   | Bajnokság     | Borítás | Ellenfél    | Eredmény |
| ---- | ------------- | ------- | ----------- | -------- |
| 2020 | Roland Garros | Salak   | Iga Świątek | 4–6, 1–6 |

## WTA döntői

### Egyéni
| Összesítés            |                              |
| Grand Slam-torna (1)  |                              |
| Premier Mandatory (0) | WTA 1000 (kötelező)* (0)     |
| Premier Five (0)      | WTA 1000 (nem kötelező)* (0) |
| Premier (0)           | WTA 500* (0)                 |
| International (4)     | WTA 250* (0)                 |

*2021-től megváltozott a tornák kategóriáinak elnevezése.

#### Győzelmei (5)
|    | Dátum                | Torna                                             | Borítás    | Ellenfél a döntőben       | Eredmény a döntőben | Eredmény a döntőben |
| 1. | 2019. január 12.     | Moorilla Hobart International, Hobart, Ausztrália | Kemény     | Anna Karolína Schmiedlová | 6–3, 6–0            |                     |
| 2. | 2019. június 24.     | Mallorca Open, Mallorca, Spanyolország            | Fű         | Belinda Bencic            | 6–7(2), 7–6(5), 6–4 |                     |
| 3. | 2019. szeptember 21. | Guangzhou Open, Kanton, Kína                      | Kemény     | Samantha Stosur           | 6–7(4), 6–4, 6–2    |                     |
| 4. | 2020. február 1.     | Australian Open, Melbourne                        | Kemény     | Garbiñe Muguruza          | 4–6, 6–2, 6–2       | részletek           |
| 5. | 2020. március 8.     | Lyon Open, Lyon, Franciaország                    | Kemény (f) | Anna-Lena Friedsam        | 6–2, 4–6, 6–4       |                     |

#### Elveszített döntői (4)
|    | Dátum                | Torna                                                  | Borítás      | Ellenfél a döntőben | Eredmény a döntőben | Eredmény a döntőben |
| 1. | 2020. október 10.    | Roland Garros, Párizs                                  | Salak        | Iga Świątek         | 4–6, 1–6            | részletek           |
| 2. | 2023. szeptember 17. | San Diego Open, San Diego, Egyesült Államok            | Kemény       | Barbora Krejčíková  | 4–6, 6–2, 4–6       |                     |
| 3. | 2024. október 27.    | Pan Pacific Open, Tokió, Japán                         | Kemény       | Cseng Csin-ven      | 6–7(5), 3–6         |                     |
| 4. | 2025. április 6.     | Charleston Open, Charleston, Amerikai Egyesült Államok | Salak (zöld) | Jessica Pegula      | 3–6, 5–7            |                     |

### Páros
| Összesítés            |                              |
| Grand Slam-torna (0)  |                              |
| Premier Mandatory (1) | WTA 1000 (kötelező)* (1)     |
| Premier Five (0)      | WTA 1000 (nem kötelező)* (0) |
| Premier (0)           | WTA 500* (1)                 |
| International (1)     | WTA 250* (0)                 |

*2021-től megváltozott a tornák kategóriáinak elnevezése.

#### Győzelmei (4)
|    | Dátum             | Torna                                              | Borítás | Partner               | Ellenfél a döntőben                  | Eredmény a döntőben | Eredmény a döntőben |
| 1. | 2019. január 5.   | ASB Classic, Auckland, Ausztrália                  | Kemény  | Eugenie Bouchard      | Paige Mary Hourigan Taylor Townsend  | 1–6, 6–1, [10–7]    |                     |
| 2. | 2019. október 6.  | China Open, Peking, Kína                           | Kemény  | Bethanie Mattek-Sands | Jeļena Ostapenko Dajana Jasztremszka | 6–3, 6–7(5), [10–7] |                     |
| 3. | 2024. február 11. | Abu Dhabi Open, Abu-Dzabi, Egyesült Arab Emírségek | Kemény  | Bethanie Mattek-Sands | Linda Nosková Heather Watson         | 6–4, 7–6(4)         |                     |
| 4. | 2024. március 31. | Miami Open, Miami, USA                             | Kemény  | Bethanie Mattek-Sands | Gabriela Dabrowski Erin Routliffe    | 4–6, 7–6(5), [11–9] |                     |

#### Elveszített döntői (1)
|    | Dátum            | Torna                                                  | Borítás | Partner           | Ellenfél a döntőben        | Eredmény a döntőben | Eredmény a döntőben |
| 1. | 2025. július 27. | Washington Open, Washington, Amerikai Egyesült Államok | Kemény  | Caroline Dolehide | Taylor Townsend Csang Suaj | 1–6, 1–6            |                     |

## ITF döntői

### Egyéni: 8 (4−4)
| Díjazás                     |
| --------------------------- |
| $100,000 torna (0–0)        |
| $75,000/$80,000 torna (0–0) |
| $50,000/$60,000 torna (3–2) |
| $25,000 torna (1–1)         |
| $10,000/$15,000 torna (0–1) |

| Borításonként |
| ------------- |
| Kemény (3–2)  |
| Salak (1–2)   |
| Fű (0–0)      |
| Szőnyeg (0–0) |

| Eredmény | Gy-V | Dátum              | Torna                           | Borítás | Ellenfél            | Eredmény         |
| -------- | ---- | ------------------ | ------------------------------- | ------- | ------------------- | ---------------- |
| Döntős   | 0–1  | 2015. március 15.  | Gainesville, Egyesült Államok   | Salak   | Katerina Stewart    | 4–6, 6–4, 4–6    |
| Győztes  | 1–1  | 2016. január 24.   | Wesley Chapel, Egyesült Államok | Salak   | Jesika Malečková    | 6–2, 6–2         |
| Győztes  | 2–1  | 2016. július 24.   | Sacramento, Egyesült Államok    | Kemény  | Grace Min           | 4–6, 6–1, 6–4    |
| Döntős   | 2–2  | 2016. október 2.   | Las Vegas, Egyesült Államok     | Kemény  | Alison Van Uytvanck | 6–3, 6–7(4), 2–6 |
| Döntős   | 2–3  | 2017. január 22.   | Orlando, Egyesült Államok       | Salak   | Katarzyna Piter     | 7–6(4), 2–6, 4–6 |
| Győztes  | 3–3  | 2017. július 23.   | Stockton, Egyesült Államok      | Kemény  | Ashley Kratzer      | 6–0, 6–1         |
| Döntős   | 3–4  | 2017. augusztus 6. | Lexington, Egyesült Államok     | Kemény  | Grace Min           | 4–6, 1–6         |
| Győztes  | 4–4  | 2018. július 22.   | Berkeley, Egyesült Államok      | Kemény  | Nicole Gibbs        | 6–0, 6–4         |

### Páros: 6 (2−4)
| Legend                      |
| --------------------------- |
| $100,000 torna (0–0)        |
| $75,000/$80,000 torna (1–1) |
| $50,000/$60,000 torna (1–0) |
| $25,000 torna (0–2)         |
| $10,000/$15,000 torna (0–1) |

| Borításonként |
| ------------- |
| Kemény (2–1)  |
| Salak (0–3)   |
| Fű (0–0)      |
| Szőnyeg (0–0) |

| Eredmény | Gy−V | Dátum              | Torna                           | Borítás | Partner                 | Ellenfelek                           | Eredmény         |
| -------- | ---- | ------------------ | ------------------------------- | ------- | ----------------------- | ------------------------------------ | ---------------- |
| Döntős   | 0–1  | 2015. március 14.  | Gainesville, Egyesült Államok   | Salak   | Marie Norris            | Ingrid Neel Stollár Fanny            | 3–6, 3–6         |
| Döntős   | 0–2  | 2017. január 28.   | Wesley Chapel, Egyesült Államok | Salak   | Elizabeth Halbauer      | Chanel Simmonds Renata Zarazúa       | 2–6, 6–7(5)      |
| Döntős   | 0–3  | 2017. február 18.  | Surprise, Egyesült Államok      | Kemény  | Usue Maitane Arconada   | Mariana Duque Mariño Nadia Podoroska | 6–4, 0–6, [5–10] |
| Győztes  | 1–3  | 2017. július 22.   | Stockton, Egyesült Államok      | Kemény  | Usue Maitane Arconada   | Tammi Patterson Chanel Simmonds      | 4–6, 6–1, [10–5] |
| Győztes  | 2–3  | 2017. november 12. | Waco, Egyesült Államok          | Kemény  | Anasztaszija Komargyina | Jessica Pegula Taylor Townsend       | 7–5, 5–7, [11–9] |
| Döntős   | 2–4  | 2018. április 22.  | Dothan, Egyesült Államok        | Salak   | Jamie Loeb              | Alexa Guarachi Erin Routliffe        | 4–6, 6–2, [9–11] |

## Eredményei Grand Slam-tornákon

### Egyéniben
| Grand Slam | Australian Open | Australian Open    | Roland Garros  | Roland Garros   | Wimbledon      | Wimbledon           | US Open  | US Open           |
| Év         | Eredmény        | Utolsó ellenfél    | Eredmény       | Utolsó ellenfél | Eredmény       | Utolsó ellenfél     | Eredmény | Utolsó ellenfél   |
| 2015       | –               | –                  | –              | –               | –              | –                   | 1. kör   | M Duque Mariño    |
| 2016       | –               | –                  | –              | –               | –              | –                   | 1. kör   | Karolína Plíšková |
| 2017       | –               | –                  | –              | –               | Selejtező (Q1) | Selejtező (Q1)      | 3. kör   | Marija Sarapova   |
| 2018       | 1. kör          | Julia Görges       | 1. kör         | Ószaka Naomi    | 2. kör         | Vitalija Gyjacsenko | 3. kör   | Karolína Plíšková |
| 2019       | 2. kör          | Simona Halep       | 4. kör         | Ashleigh Barty  | 2. kör         | D Jasztremszka      | 3. kör   | Madison Keys      |
| 2020       | Győztes         | Garbiñe Muguruza   | Döntő          | Iga Świątek     | elmaradt       | elmaradt            | 4. kör   | Elise Mertens     |
| 2021       | 2. kör          | Kaia Kanepi        | 4. kör         | María Szákari   | 2. kör         | Madison Brengle     | –        | –                 |
| 2022       | 1. kör          | Madison Keys       | –              | –               | –              | –                   | 1. kör   | Jule Niemeier     |
| 2023       | 1. kör          | Viktorija Azaranka | Selejtező (Q1) | Selejtező (Q1)  | 3. kör         | Elina Szvitolina    | 2. kör   | Darja Kaszatkina  |
| 2024       | 1. kör          | Iga Świątek        | 3. kör         | Clara Tauson    | 1. kör         | Iga Świątek         | 2. kör   | Jessica Pegula    |
| 2025       | 1. kör          | Cori Gauff         | 3. kör         | Madison Keys    | 2. kör         | J Bouzas Maneiro    |          |                   |

### Párosban
| Grand Slam | Australian Open          | Australian Open                       | Roland Garros              | Roland Garros                         | Wimbledon                     | Wimbledon                         | US Open                 | US Open                           |
| Év         | Eredmény                 | Utolsó ellenfél                       | Eredmény                   | Utolsó ellenfél                       | Eredmény                      | Utolsó ellenfél                   | Eredmény                | Utolsó ellenfél                   |
| 2018       | –                        | –                                     | –                          | –                                     | 2. kör Sachia Vickery         | Kirsten Flipkens Monica Niculescu | 1. kör Sachia Vickery   | V Gyjacsenko M Gaszparjan         |
| 2019       | 1. kör Mona Barthel      | Lucie Hradecká J Makarova             | 2. kör Andrea Petković     | Lucie Hradecká Andreja Klepač         | 1. kör Andrea Petković        | Nagyija Kicsenok Abigail Spears   | 1. kör Tatjana Maria    | Csan Hao-csing Latisha Chan       |
| 2020       | 3. kör B Mattek-Sands    | Barbora Krejčíková Kateřina Siniaková | Negyeddöntő B Mattek-Sands | Barbora Krejčíková Kateřina Siniaková | elmaradt                      | elmaradt                          | 2. kör V Azaranka       | Laura Siegemund Vera Zvonarjova   |
| 2021       | 1. kör Belinda Bencic    | Alexa Guarachi Desirae Krawczyk       | –                          | –                                     | 1. kör Belinda Bencic         | Marta Kosztyuk Jeļena Ostapenko   | –                       | –                                 |
| 2022       | 1. kör Julija Putyinceva | Hszü Ji-fan Csang Jao-hszüan          | –                          | –                                     | –                             | –                                 | 1. kör Ajla Tomljanović | Hailey Baptiste Whitney Osuigwe   |
| 2023       | 1. kör Julija Putyinceva | Cristina Bucsa Ninomija Makoto        | –                          | –                                     | –                             | –                                 | 1. kör Coco Vandeweghe  | Cristina Bucșa Alekszandra Panova |
| 2024       | 1. kör Asia Muhammad     | Csan Hao-csing Giuliana Olmos         | 2. kör B Mattek-Sands      | Cristina Bucșa Monica Niculescu       | 3. kör B Mattek-Sands         | Hszie Su-vej Elise Mertens        | 3. kör B Mattek-Sands   | Demi Schuurs Luisa Stefani        |
| 2025       | 1. kör Monica Niculescu  | Kato Miju Renata Zarazúa              | 1. kör Ljudmila Kicsenok   | Maya Joint Okszana Kalasnikova        | Negyeddöntő Caroline Dolehide | Olivia Gadecki Desirae Krawczyk   |                         |                                   |

## Pénzdíjai
| Év       | GS-győzelem | WTA-győzelem | Megnyert tornák | Pénzdíjazás (dollár) |      |
| -------- | ----------- | ------------ | --------------- | -------------------- | ---- |
| 2015     | 0           | 0            | 0               | 42 183               | 258. |
| 2016     | 0           | 0            | 0               | 68 707               | 220. |
| 2017     | 0           | 0            | 0               | 215 713              | 140. |
| 2018     | 0           | 0            | 0               | 545 876              | 67.  |
| 2019     | 0           | 3            | 3               | 2 037 257            | 18.  |
| 2020     | 1           | 2            | 2               | 4 302 970            | 1.   |
| 2021     | 0           | 0            | 0               | 512 224              | 77.  |
| 2022     | 0           | 0            | 0               | 333 820              | 139. |
| Karrier* | 1           | 5            | 5               | 8 074 670            | 82.  |

*2023. január 16-ai állapot szerint.

## Év végi világranglista-helyezései
| Év     | 2015 | 2016  | 2017 | 2018 | 2019 | 2020 | 2021 | 2022 | 2023 | 2024 |
| Egyéni | 620. | 214.  | 113. | 52.  | 14.  | 4.   | 12.  | 235. | 33.  | 86.  |
| Páros  | −    | 1076. | 237. | 138. | 39.  | 34.  | 108. | 150. | 434. | 23.  |

## Díjai, elismerései
- A legtöbbet fejlődő játékos (WTA) (2019)[4]